# سیارک ۱۰۶۱۹
سیارک ۱۰۶۱۹ (به انگلیسی: 10619 Ninigi، نامگذاری:1997WO13) ده هزار و ششصد و نوزدهمین سیارک کشف شده‌است که در ۲۷ نوامبر ۱۹۹۷ کشف شد.
قدر مطلق سیارک برابر ۱۴٫۳۰ است.